# Conway (Carolina del Sud)
Conway è una città degli Stati Uniti d'America, capoluogo della Contea di Horry, nello stato della Carolina del Sud. Si trova nell'area metropolitana di Myrtle Beach.